# Journalisten (bok)
Journalisten, publicerad 1956, är den fjärde delen i Ivar Lo-Johanssons självbiografiska svit från 1951–1960.

## Handling
Med värme och humor skildrar författaren här hur han som ung blev redaktör för en nystartad lokaltidning. Själv hade han storslagna planer för denna tidning och ville ge röst åt det sörmländska landskapet och dess människor men upptäckte snart att tidningens ägare var mer intresserade av annons- och prenumerantinkomster. Boken återknyter delvis till den första delen i sviten, Analfabeten, och i lika hög grad som att vara en bok om författaren själv är den en hyllning till hans sörmländska barndomstrakt.